# Adolfo Dusi
Adolfo Dusi (Milano, 8 ottobre 1908 – 1984) è stato un calciatore e allenatore di calcio italiano, di ruolo mediano e mezzala.

## Carriera
Iniziò la carriera agonistica al G.S. Officine Meccaniche di Milano, prima di passare nella stagione 1927-1928 all'US Milanese, dove ottenne il terzo posto del girone B della Prima Divisione.
Dopo la fusione della Milanese con l'Inter, passa al Codogno e nel 1930 viene ingaggiato dalla Pro Patria, militante nella massima serie. Con la formazione bustocca diventa subito titolare nel ruolo di centromediano, esordendo in Serie A nel derby vinto contro il Legnano. Rimane a Busto Arsizio per quattro stagioni (tre di Serie A e una di Serie B), alternandosi nei ruoli di mediano, centromediano e mezzala.
Nel 1934 passa al Genova 1893, retrocesso per la prima volta nella sua storia in Serie B. Con i Grifoni riconquista immediatamente la massima serie, tuttavia non viene riconfermato e si trasferisce al Siena per un'ulteriore stagione nella serie cadetta. Nel 1936 viene ceduto al Messina, dove stabilisce il proprio record stagionale di marcature (6) giocando come centromediano. Nella stagione successiva è invece poco utilizzato (8 presenze e 2 reti), e a fine anno scende di categoria per giocare nella Piacenza Sportiva, in Serie C.
Dopo una sola stagione in Emilia passa al Gruppo Sportivo Pirelli, sempre in Serie C. Vi rimane per tre stagioni (l'ultima da capitano) prima che un grave infortunio lo costringa ad abbandonare l'attività.

## Dopo il ritiro
Rimane nell'orbita del gruppo Pirelli lavorandovi come operaio, e allena l'Olubra di Castel San Giovanni nel campionato di Serie C 1945-1946. Il suo nome ritorna alla ribalta quando nell'estate del 1956 viene coinvolto nei fatti riguardanti la partita Genoa-SPAL.

## Palmarès
- Serie B: 1

Genova 1893: 1934-1935